# Marco Volken

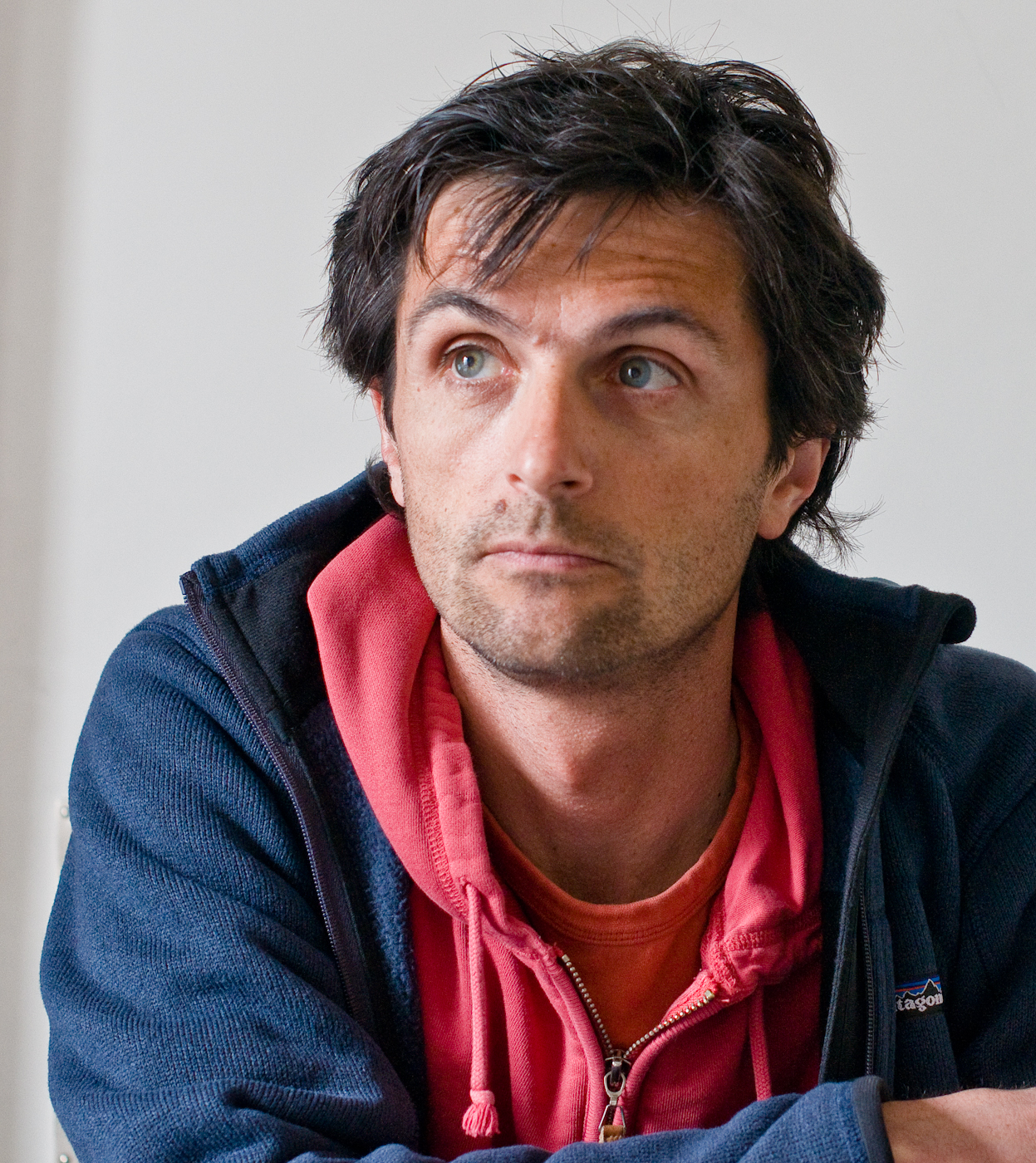
Marco Volken (2010)

Marco Volken (* 14. Dezember 1965 in Mailand) ist ein Schweizer Fotograf, Journalist und Autor von Bergbüchern und alpinen Führern.

## Leben
Marco Volken verbrachte Kindheit und Jugend in Lugano. Er studierte Physik an der ETH Zürich, schloss 1989 mit einer Diplomarbeit am WSL-Institut für Schnee- und Lawinenforschung SLF in Davos ab. Ab 1990 war er Assistent am Institut für Atmosphärenphysik der ETH Zürich, wo er 1994 promovierte.
1994 gründete er mit Remo Kundert die Trekkingagentur per pedes bergferien, bei der er bis 2004 als professioneller Wanderleiter im Alpenraum tätig war.
Als Bergsteiger ist er seit 1981 aktiv, realisierte einige Erst- und Winterbegehungen im Alpenraum und organisierte 1986 eine Kleinexpedition zu mehreren Gipfeln im Kaukasus. Anfang der 1990er Jahre gehörte er zu den Gründungsmitgliedern der Alpenschutzbewegung Mountain Wilderness Schweiz. Seine heutigen alpinen Interessen gelten den Skitouren, dem Alpinwandern, dem klassischen Bergsteigen und dem Clean Climbing in mittleren Schwierigkeitsgraden.
Marco Volken lebt in Zürich.

## Publizistisches und fotografisches Schaffen
Ab 1993 veröffentlichte er journalistische und fotografische Arbeiten im Bereich Berge, Landschaft, Natur, Sport, Tourismus und Reportage. Seit 2004 ist er vollberuflich als freier Fotograf und Textautor tätig, er ist Autor von zahlreichen Publikationen, Bildbänden und Sachbüchern. Daneben arbeitet er im Auftrag für Magazine, Werbung und Non-Profit-Organisationen. Er nahm an Einzel- und Gruppenausstellungen teil, einige seiner Bilder befinden sich in Privatsammlungen.

## Auszeichnungen
- 1998 Schönste Schweizer Bücher (Bundesamt für Kultur), für Hütten der Schweizer Alpen
- 2008 Premio Nazionale Letterario Leggimontagna (Club Alpino Italiano) für Badile – Cattedrale di Granito
- 2009 Bündner Buch des Jahres für spazio – raum – spazi greina

## Werke (Auswahl)
Sachbücher
- Titlis – Spielplatz der Schweiz. AS Verlag, Zürich 2001 (mit Daniel Anker)
- Wildnis – ein Wegbegleiter durchs Gebirge. Rotpunktverlag, Zürich 2004 (mit Elsbeth Flüeler, Matthias Diemer et al.)
- Bietschhorn – Erbe der Alpinisten. AS Verlag, Zürich 2004 (mit Daniel Anker et al.)
- Badile – Kathedrale aus Granit. AS Verlag, Zürich 2006
- Badile – Cattedrale di Granito. Bellavite, Missaglia 2007
- Monte Rosa – Königin der Alpen. AS Verlag, Zürich 2009 (mit Daniel Anker et al.)
- Weisshorn – der Diamant des Wallis. AS Verlag, Zürich 2011 (mit Daniel Anker)
- Dom & Täschhorn – Krone der Mischabel. AS Verlag, Zürich 2012 (mit Daniel Anker und Caroline Fink)
- Erlebnis Pilatusbahn. AS Verlag, Zürich 2014 (mit Caroline Fink und Peter Krebs)
- Aletsch – Der grösste Gletscher der Alpen. AS Verlag, Zürich 2016
- Blüemlisalp – Schneezauber und die sieben Berge. AS Verlag, Zürich 2018 (mit Daniel Anker et al.)
- Nutzen. Benutzen. Hegen. Pflegen. – Die Alpen im Anthropozän Urner Institut Kulturen der Alpen (Hg.). Hier Und Jetzt, Zürich 2023 (mit Madlaina Bundi, Boris Previšić und Aline Stadler)
- Literaturzeitschrift schliff – Nr. 16 Gletscherbersten, edition text+kritik, München 2023
- Über die Alpen – Große und kleine Pässe zu Fuß entdecken. Rotpunktverlag, Zürich 2024
- Grenzgänge – Religion und die Alpen. Theologischer Verlag Zürich, Zürich 2024 (mit Anna-Katharina Höpflinger, Daria Pezzoli-Olgiati und Boris Previšić)

Fotografie
- Leventina und Bedrettotal – Ursprung des Tessins. sowie Leventina e Bedretto – dove nasce il Ticino. Salvioni Edizioni, Bellinzona 2001
- Riviera, Bellinzonese und Gambarogno – Tiefe Täler, ferne Gipfel. sowie Riviera, Bellinzonese e Gambarogno – valli profonde, vette remote. Salvioni Edizioni, Bellinzona 2006 (mit Erminio Ferrari)
- spazio – raum – spazi greina. Desertina, Chur 2008 (mit Bildern von Roberto Buzzini, Giosanna Crivelli, Tamara Lanfranconi, Sergio Luban und Marco Volken; Text von Leo Tuor; Gestaltung von Roberto Grizzi)
- Welten aus Fels und Eis – Alpine Fotografie in der Schweiz. Verlag NZZ, Zürich 2009 (von Paul Hugger; Textbeitrag)
- Schüttelbrot und Wasserwosser. Rotpunktverlag, Zürich 2011 (mit Ursula Bauer und Jürg Frischknecht)
- Die Hütten des Schweizer Alpen-Club. AS Verlag und SAC Verlag, Zürich 2013 (mit Remo Kundert)
- Die Viertausender der Schweiz., AS Verlag und SAC Verlag, Zürich 2015 (mit Caroline Fink)
- Stille Orte – Eine andere Reise durch die Schweiz. AS Verlag, Zürich 2015 (Vorwort Erminio Ferrari)
- Wintersperre – Trève hivernale – Passi solitari. AS Verlag, Zürich 2020 (mit einem Nachwort von Martin Scharfe)
- Syntopia Alpina., Online-Magazin zu alpinen Themen, Urner Institut Kulturen der Alpen, Altdorf 2022–
- Via Alta Crio – Sfiorando i ghiacci a fil di cresta – Auf Graten und in eisigen Höhen. Salvioni Edizioni, Bellinzona 2024 (Texte von Cindy Fogliani)

Führer
- Klimaspuren – 20 Wanderungen zum Treibhaus Schweiz. Rotpunktverlag, Zürich 1997 (mit Peter Krebs und Dominik Siegrist)
- Hütten der Schweizer Alpen. SAC Verlag, Bern 1998, 11 Auflagen (mit Remo Kundert)
- Alpinwandern Zentralschweiz-Glarus-Alpstein. SAC Verlag, Bern 2000, 4 Auflagen (mit Remo Kundert)
- Freie Sicht aufs Gipfelmeer. Salvioni Edizioni, Bellinzona und per pedes, Zürich 2003 (mit Remo Kundert)
- Alpinwandern Tessin. SAC Verlag, Bern 2004, 2 Auflagen (mit Remo Kundert)
- Denti della Vecchia (Kletterführer). Scoiattoli, Sonvico 2004 (mit dem Gruppo Scoiattoli)
- Alpinwandern Südbünden. SAC Verlag, Bern 2007 (mit Remo Kundert)
- Zürcher Hausberge. AT Verlag, Aarau 2008, 2 Auflagen (mit Remo Kundert)
- Skitouren Zentralschweiz. Rother Verlag, München 2009, 2 Auflagen
- Bergwandern im Tessin. AT Verlag, Aarau 2010 (mit Remo Kundert)
- Alpinwandern Zentralschweiz/Vierwaldstättersee. SAC Verlag, Bern 2011 (mit Remo Kundert)
- Wandern in der Stadt Zürich. Rotpunktverlag, Zürich 2012, 4 Auflagen (mit Ursula Bauer und Jürg Frischknecht)
- Alpinwandern Gotthard. SAC Verlag, Bern 2014 (mit Remo Kundert)
- Alpinwandern Ossola. SAC Verlag, Bern 2017 (mit Remo Kundert)
- Oberwalliser Sonnenberge. Rotpunktverlag, Zürich 2019
- Urtümliche Bergtäler der Schweiz. AT Verlag, Aarau 2020
- Raus aus Zürich. AT Verlag, Aarau 2022
- Tessiner Streifzüge. Rotpunktverlag, Zürich 2022
- Ausbildung Bergwandern/Alpinwandern – Planung/Technik/Sicherkeit. SAC Verlag, Thun 2023